# Nilwood
Nilwood är en kommun (town) i Macoupin County i Illinois. Vid 2010 års folkräkning hade Nilwood 239 invånare.